# زیبراتسگ فال
زیبراتسگ فال (به آلمانی: Sibratsgfäll) یک منطقهٔ مسکونی در اتریش است که در ناحیه برگنتس واقع شده‌است. زیبراتسگ فال ۲۹٫۲۵ کیلومتر مربع مساحت دارد ۹۲۹ متر بالاتر از سطح دریا واقع شده‌است.